# 艾伯维
艾伯维（英語：AbbVie）是一家美国生物技术公司，专注于免疫学，病毒学等领域。

## 历史
2011年10月19日，美国亞培公司宣布将公司分拆成两部分业务，其中之一是包括医疗服务，诊断器械和营养品的公司。2013年1月1日正式拆分，这部分业务被命名为艾伯维，1月2日正式在纽约证券交易所挂牌上市。
2019年6月25日艾伯维斥資630億美元收购艾尔建，加上約200億美元債務，該交易估值為830億美元。2021年5月8日併購完成。